# ريان روبرتس (مقاتل)
ريان روبرتس (بالإنجليزية: Ryan Roberts) هو فنان قتال مختلط أمريكي، ولد في 16 يوليو 1978 في أوماها في الولايات المتحدة.

## وصلات خارجية
- ريان روبرتس على موقع يو إف سي (الإنجليزية)
- ريان روبرتس على موقع بيلاتور (الإنجليزية)
- ريان روبرتس على موقع شيردوغ (الإنجليزية)
- ريان روبرتس على موقع IMDb (الإنجليزية)